# Самченко, Максим Николаевич
Макси́м Никола́евич Са́мченко (род. 5 мая 1979, Темиртау, Карагандинская область) — казахстанский футболист, защитник.

## Биография
Перед началом сезона 2013 года с 383 играми входил в десятку игроков, проведших наибольшее количество игр в чемпионате Казахстана. Играл в «Булате», «Востоке», «Шахтёре», «Актобе», «Локомотиве» (Астана) и «Жетысу».
В 2000—2004 годах привлекался в сборную Казахстана, в составе которой провёл 6 игр.

### Семья
Женат, дочери Милена и Амина.